# Magyary Gyula
Magyary Gyula (Szolnok, 1901. október 12. – Róma, 1988. január 19.): római katolikus pap, egyházjogász, egyetemi tanár, a Máltai Lovagrend tagja. 

## Szülei
Édesapja Magyary Gyula elemi iskolai tanító, iskolaigazgató, édesanyja Nigrinyi Jolán tanítónő; 1902 és 1907 között Máramarosszigeten, majd Rahón, 1907-től újra Szolnokon tanítottak.

## Tanulmányai
Középiskolai tanulmányait a szolnoki Magyar Királyi Állami Főgimnáziumban kezdte, az utolsó két évet pedig a Ciszterci Rend Egri Katholikus Főgimnáziumában végezte, és ott is érettségizett jeles eredménnyel 1919-ben.
1919 és 1922 között az Innsbrucki Egyetemen tanult filozófiát és teológiát a jezsuiták által vezetett Canesianum Kollégium növendékeként. Közben, 1922 tavaszán egy félévet áthallgatott a Pápai Római Szeminárium Egyetemére, s ott szerezte meg filozófiai doktorátusát. 
1922-ben papnövendéknek jelentkezett az Esztergom-Budapesti főegyházmegye kötelékébe. Főpásztora a bécsi Pázmáneum papnevelő intézetbe küldte, ezért 1922/23-as tanévtől a a Bécsi Egyetem Teológia Karán folytatta tanulmányait és itt szerezte meg teológiai doktorátusát. Később a szegedi Ferencz József Tudományegyetemen állam- és jogtudományból, valamint egyházjogból is doktorált.

## Pályafutása
1924-ben szentelték pappá. 1924-ben rövid ideig Szentendrén káplánként, majd 1925-től Budapesten hittanárként szolgált. 
1929-40 között a bécsi Pázmáneum prefektusa (a papnövendékek tanulmányi felügyelője), vicerektora és az egyházjog tanára volt; s emellett 1931-től a bécsi érseki bíróság jegyzőjeként, majd 1935-től bírájaként is működött. 
1940-ben legitimista, valamint náciellenes meggyőződése és kapcsolatai miatt távoznia kellett az akkor már Németországhoz tartozó egykori Ausztriából. Rómába települt át, ahol két évig a Szentszék rendes fellebbviteli bíróságán (Sacra Romana Rota) szakmai gyakorlatot folytatott, majd ugyanott a bíróság az első magyar ügyvédje lett. 
1943-tól a kánonjog professzora volt a Hitterjesztési Kongregáció főiskoláján (Pontificio Ateneo de Propaganda Fide), majd annak utódján, a Pápai Urbaniana Egyetemen (Pontificia Università Urbaniana) egészen 1971-ig. Emellett a legfőbb egyházi bíróság, a Sacra Rota Romana ügyvédjeként is tevékenykedett.
1945-ben szerepe volt a Pápai Magyar Intézet átmentésében. 1946-ban (Rómában) a Máltai lovagrend magyar tagozatának, később római nagypriorátusának tagja lett. 1953-tól pápai prelátus, 1962 novemberétől a Szent Péter-bazilika tiszteletbeli kanonoka; 1958-ban egyik alapítótagja a római magyar zarándokház felépítése és működtetése céljából megalakult Szent István Alapítványnak. Életének utolsó öt évét a Szent István Házban töltötte.

## Titkosszolgálati szerepvállalása
1944-ben több más Rómában élő magyar személyiséggel együtt – Aradi Zsolt révén – kapcsolatba került az Amerikai Egyesült Államok akkori katonai hírszerző szervével, az OSS-szel. 1944 októberében az angol–amerikai szövetséges hatalmak megbízásából – amerikai ügynöki kiképzést követően, a „Dallam” fedőnevű akció keretében – kényes és kalandos diplomáciai-politikai küldetést hajtott végre Magyarországon: amerikai katonai repülőgéppel szlovák partizánok között landolva Horthy Miklósnak hozott üzenetet a tervezett kiugrással kapcsolatban. A nyilas hatalomátvételt követően különböző helyeken bujkálni kényszerült. 1945. február közepén jelentkezett az orosz NKVD-parancsnokságon. 1945 márciusában tudott csak amerikai segítséggel visszatérni Rómába, ahol egészen nyugdíjazásáig, 1971-ig folytatta tanári tevékenységét. – Életében utoljára 1946-ban járt Magyarországon. 1951-ben megfosztották magyar állampolgárságától.
2019-ben, posztumusz jelent meg – korábban magnószalagra mondott visszaemlékezései alapján – a fenti küldetését elbeszélő kötet „I was Francis Moly” címmel.

## Művei
- Büntetőjog Izraelben a XV. században Krisztus előtt; Roth Dezső Ny., Bp., 1929 (Izrael joga. Bibliai Jogtörténeti Tanulmányok)
- "I was Francis Moly". Magyary Gyula emlékezései egy titkos politikai-diplomáciai békemisszióra; szerk., tan., jegyz. Fejérdy András, sajtó alá rend., előszó, dokumentumgyűjt. Lantos Erzsébet; MTA BTK Történettudományi Intézet, Bp., 2019 (Magyar történelmi emlékek. Elbeszélő források)